# Лада Скендер
Лада Скендер (Београд, 28. јун 1959) је југословенска и српска филмска и позоришна глумица. Последњи филм који је снимила био је 1991. године "Оружје збогом". Након година проведених као стални члан Београдског драмског позоришта преселила се у Канаду. У међувремену се удала и додала презиме Мићић.

## [3]Улоге
|                   | 1980 | 1990 | Укупно |
| ----------------- | ---- | ---- | ------ |
| Дугометражни филм | 1    | 0    | 1      |
| ТВ филм           | 3    | 1    | 4      |
| ТВ серија         | 2    | 0    | 2      |
| Укупно            | 6    | 1    | 7      |
| Год.   | Назив                                         | Улога \|- style="background: Lavender; text-align:center; " | 1980.е_ | 1980.е_ | 1980.е_ | 1980.е_ |
| 1982.  | Директан пренос                               | Сандра                                                      |         |         |         |         |
| 1982.  | Жива земља (ТВ филм)                          | /                                                           |         |         |         |         |
| 1984.  | Позориште у кући (ТВ серија)                  | Љиљана Лики Делац                                           |         |         |         |         |
| 1984.  | Беле удовице (ТВ филм)                        | /                                                           |         |         |         |         |
| 1985.  | Наш учитељ четвртог разреда (ТВ филм)         | Владислава                                                  |         |         |         |         |
| 1986.  | Одлазак ратника, повратак маршала (ТВ серија) | Милада Рајтер                                               |         |         |         |         |
| 1990.е |                                               |                                                             |         |         |         |         |
| 1991.  | Оружје збогом (ТВ филм)                       | /                                                           |         |         |         |         |